# Stigmatodothis palawanensis
Stigmatodothis palawanensis är en svampart som beskrevs av Syd. & P. Syd. 1914. Stigmatodothis palawanensis ingår i släktet Stigmatodothis och familjen Micropeltidaceae.   Inga underarter finns listade i Catalogue of Life.